# Université d'État de l'Altaï
L'université d'État de l'Altaï (en russe Алта́йский госуда́рственный университе́т, Altaïski gossoudarstvenny ouniversitet), fondée en 1973, est une université située à Barnaoul, la capitale du kraï de l'Altaï, au centre-sud de la Russie.